# Schistostemon oblongifolium
Schistostemon oblongifolium är en tvåhjärtbladig växtart som först beskrevs av George Bentham, och fick sitt nu gällande namn av José Cuatrecasas. Schistostemon oblongifolium ingår i släktet Schistostemon och familjen Humiriaceae. Inga underarter finns listade i Catalogue of Life.